# Andreas Mittag
Andreas Mittag (* 25. November 1960) ist ein ehemaliger deutscher Fußballspieler, der bei Dynamo Dresden und Sachsenring Zwickau aktiv war. 

## Laufbahn
Andreas Mittag stammt aus dem Nachwuchsbereich der SG Dynamo Dresden. Auf internationaler Ebene absolvierte der Außenverteidiger ein Länderspiel für die U-21-Fußballnationalmannschaft der DDR, spätere Berufungen zur Nationalmannschaft erfolgten nicht mehr.
In der Spielzeit 1980/81 wurde Mittag erstmals in den Oberligakader der SG Dynamo berufen, für welche er bis 1983 insgesamt 40 Spiele bestritt. Sein einziger Treffer gelang ihm dabei in der Spielzeit 1981/82 beim 10:1-Kantersieg über Chemie Buna Schkopau. Größte Erfolge Mittags waren die 1982 erreichte Vizemeisterschaft sowie der Gewinn des FDGB-Pokals 1981/82. Beim 5:4 i. E. Endspielerfolg über den DDR-Meister BFC Dynamo traf der Abwehrstratege im Elfmeterschießen zum zwischenzeitlichen 1:1-Ausgleich, auf internationaler Ebene absolvierte Mittag für Dynamo im Europapokal der Pokalsieger gegen Zenit Leningrad einen Einsatz.
1983 wurde Mittag zu Sachsenring Zwickau in die zweitklassige DDR-Liga delegiert. Bereits in der ersten Saison gewann er mit den Westsachsen zwar die Ligastaffel, scheiterte in der Aufstiegsrunde zur DDR-Oberliga jedoch deutlich an Stahl Brandenburg und Motor Suhl. 1985 kehrte Mittag mit Sachsenring Zwickau wieder in die Oberliga zurück, pendelte bis 1989 aber erneut zwischen Erst- und Zweitklassigkeit. In der DDR-Oberliga kam er in Zwickau nur noch sporadisch zum Einsatz.
Im Anschluss trat Mittag nicht mehr höherklassig in Erscheinung.

## Statistik
- DDR-Oberliga: 64 Spiele (3 Tore)